# Sunusi Ibrahim
Sunusi Ibrahim (Keffi, Nigeria; 1 de octubre de 2002) es un futbolista nigeriano. Juega de delantero y su equipo actual es el CF Montréal de la Major League Soccer. Es internacional absoluto por la selección de Nigeria desde 2019.

## Trayectoria
Ibrahim comenzó su carrera en su natal Nigeria en el Nasarawa United en 2019. En enero de 2021, el delantero firmó en el CF Montréal de la Major League Soccer.

## Selección nacional
Fue citado a la selección de Nigeria en 2019 por las clasificatorias continentales, debutando el 22 de septiembre ante Togo.

## Clubes
| Club                     | País    | Año           |
| ------------------------ | ------- | ------------- |
| Nasarawa United          | Nigeria | 2019          |
| 36 Lions Lagos           | Nigeria | 2020-2021     |
| CF Montréal              | Canadá  | 2021-presente |
| CF Montreal U23 (cedido) | Canadá  | 2022-presente |

.

## Palmarés

### Títulos nacionales
| Título                          | Club        | País   | Año  |
| ------------------------------- | ----------- | ------ | ---- |
| Campeonato Canadiense de Fútbol | CF Montréal | Canadá | 2021 |

### Distinciones individuales
| Distinción                           | Año     |
| ------------------------------------ | ------- |
| Máximo goleador de la NPFL: 10 goles | 2018-19 |